# North Gosforth
North Gosforth is een civil parish in het bestuurlijke gebied Newcastle upon Tyne, in het Engelse graafschap Tyne and Wear met 5639 inwoners.